# Chain-O-Lakes (Missouri)
Chain-O-Lakes est un village du comté de Barry, dans le Missouri, aux États-Unis,. Situé au sud-est du comté, il est incorporé en 1975.

## Démographie
Lors du recensement de 2010, la ville comptait une population de 470 habitants. Elle est estimée, en 2016, à 461 habitants.

## Source de la traduction
- (en) Cet article est partiellement ou en totalité issu de l’article de Wikipédia en anglais intitulé « Chain-O-Lakes, Missouri » (voir la liste des auteurs).